# Флексинг
Флексинг (англ. FlexN или Flexing) — стиль уличного танца из Бруклина, Нью-Йорк, который характеризуется ритмичностью извилистых движений в сочетании с вэйвингом, таттингом, bone breaking и глайдингом. Флекс-танцоры («флексеры») часто выступают без футболки, кепка в их выступлениях придаёт зрелищности. Флексинг в основном танцуется под хип-хоп-музыку, но этот танец пошёл не от танца хип-хоп и не из хип-хоп-культуры, а развился из ямайского стиля уличного танца, называющегося Брук Ап (Bruk-Up), который выполнялся под дэнсхолл и регги. Stefan «Mr. Wiggles» Clemente описывает Брук Ап как регги-стиль поппинга. Флексинг был представлен в третьем сезоне America’s Best Dance Crew (ABDC), во втором сезоне The LXD, и в музее Гуггенхайма как часть мероприятия YouTube Play.